# Yamazaki Masato (cầu thủ bóng đá, sinh 1990)
Yamazaki Masato (山崎 正登 Yamazaki Masato, sinh ngày 12 tháng 5 năm 1990 ở Misato, Saitama) là một cầu thủ bóng đá người Nhật Bản.

## Thống kê sự nghiệp câu lạc bộ
Cập nhật đến ngày 8 tháng 3 năm 2018.
| Thành tích câu lạc bộ | Thành tích câu lạc bộ | Thành tích câu lạc bộ | Giải vô địch | Giải vô địch | Cúp                   | Cúp                   | Cúp Liên đoàn | Cúp Liên đoàn | Tổng cộng | Tổng cộng |
| Mùa giải              | Câu lạc bộ            | Giải vô địch          | Số trận      | Bàn thắng    | Số trận               | Bàn thắng             | Số trận       | Bàn thắng     | Số trận   | Bàn thắng |
| Nhật Bản              | Nhật Bản              | Nhật Bản              | Giải vô địch | Giải vô địch | Cúp Hoàng đế Nhật Bản | Cúp Hoàng đế Nhật Bản | J. League Cup | J. League Cup | Tổng cộng | Tổng cộng |
| --------------------- | --------------------- | --------------------- | ------------ | ------------ | --------------------- | --------------------- | ------------- | ------------- | --------- | --------- |
| 2009                  | Kashiwa Reysol        | J1 League             | 1            | 0            | 1                     | 0                     | 4             | 0             | 6         | 0         |
| 2010                  | Kashiwa Reysol        | J2 League             | 8            | 1            | -                     | -                     | -             | -             | 8         | 1         |
| 2011                  | Kashiwa Reysol        | J1 League             | 0            | 0            | -                     | -                     | 0             | 0             | 0         | 0         |
| 2011                  | Fagiano Okayama       | J2 League             | 6            | 1            | 0                     | 0                     | -             | -             | 6         | 1         |
| 2012                  | FC Gifu               | J2 League             | 6            | 0            | 0                     | 0                     | -             | -             | 6         | 0         |
| 2013                  | FC Gifu               | J2 League             | 7            | 0            | 0                     | 0                     | -             | -             | 7         | 0         |
| 2014                  | YSCC Yokohama         | J3 League             | 24           | 1            | 2                     | 0                     | -             | -             | 26        | 1         |
| 2015                  | YSCC Yokohama         | J3 League             | 16           | 1            | -                     | -                     | -             | -             | 16        | 1         |
| 2016                  | YSCC Yokohama         | J3 League             | 23           | 1            | -                     | -                     | -             | -             | 23        | 1         |
| 2017                  | YSCC Yokohama         | J3 League             | 8            | 0            | 1                     | 0                     | -             | -             | 9         | 0         |
| Quốc gia              | Nhật Bản              | Nhật Bản              | 99           | 5            | 4                     | 0                     | 4             | 0             | 107       | 5         |